# لويس باراهونا دي سوتو
لويس باراهونا دي سوتو (بالإسبانية: Luis Barahona de Soto)‏ هو طبيب وكاتب وشاعر إسباني، ولد في 1548 في اليسانة في إسبانيا، وتوفي في 5 نوفمبر 1595 في أرشذونة في إسبانيا.

## وصلات خارجية
- لويس باراهونا دي سوتو على موقع الموسوعة البريطانية (الإنجليزية)